# لويس فرانسوا هنري دي مينون
لويس فرانسوا هنري دي مينون (بالفرنسية: Louis François Henri de Menon)‏ هو عالم زراعة وعسكري فرنسي، ولد في 1717 في Écommoy ‏ في فرنسا، وتوفي في 25 فبراير 1776 في باريس في فرنسا.